# ترسیدن ضروری است
ترسیدن ضروری است (به هندی: Darna Zaroori Hai) فیلمی ترسناک و دلهره آور محصول سال ۲۰۰۶ هند است. در این فیلم بازیگران مشهوری همچون آمیتاب باچان، آرجون رامپال، آنیل کاپور، مالیکا شراوات، سونیل شتی، سونالی کولکارنی، ریتیش دشموک، بیپاشا باسو، راجپال یاداو، راندیپ هودا ایفای نقش کرده‌اند. ۶ داستان ترسناک در این فیلم روایت می‌شود.